# Здебський Богдан Богданович
Богда́н Богда́нович Зде́бський — солдат 79-ї окремої аеромобільної бригади Збройних Сил України, учасник російсько-української війни.

## Життєпис
Навчався у будівельному коледжі. Служив в армії — 80-та аеромобільна бригада, по демобілізації працював на цементному заводі майстром.
Протягом трьох місяців брав участь в подіях на Майдані. Мобілізований влітку 2014-го, боєць 79-ї аеромобільної бригади — вакансія кулеметників у 80-й бригаді була заповнена, попросився до 79-ї, за власним бажанням перекваліфікувався у снайпера.
У складі підрозділу стримував ворога на українсько-російському кордоні, потрапляв під обстріл «Градами», воював на Савур-могилі, виконував завдання в тилу російсько-терористичних сил. Кілька тижнів захищав Донецький аеропорт.
У ніч проти 8 листопада 2014-го Здебський із товаришами пробиралися з одного в інший термінал — по набої та воду. В той час у аеропорт пробивався черговий загін десантників, Богдану та іншим снайперам дали завдання прикривати прохід підкріплення. У часі обстрілу, вчиненого терористами та російськими військовими, одного з українських вояків важко поранило, Здебський відтягнув його в безпечне місце, зайнявши згодом його позицію. Бронебійні кулі влучили йому у груди та пробили обидві легені. До ротації Богдан не дожив кілька днів.
Похований у Розвадові, в останню дорогу Героя проводжали п'ять тисяч людей. Весь шлях від центральної дороги до хати був заставлений засвіченими лампадками, обабіч стояла молодь з приспущеними прапорами. Старшокласники Розвадівської школи придбали для колишнього випускника тисячу троянд та встелили ними дорогу — до батьківського дому і цвинтаря. По прибутті сумного ескорту до села люди стали навколішки; у храмі дзвони били всю ніч, та так, що на одному з них відірвалося било-серце.
Вдома лишилися мама і дві сестри.

## Нагороди
За особисту мужність і героїзм, виявлені у захисті державного суверенітету та територіальної цілісності України, вірність військовій присязі під час російсько-української війни нагороджений
- орденом «За мужність» III ступеня (4.12.2014, посмертно)